# Суснін Олександр Олександрович
Суснін Олександр Олександрович  (13 листопада 1929 — 15 липня 2003) — радянський і російський кіноактор. Заслужений артист РРФСР (1991).

## Життєпис
Закінчив Всесоюзний державний інститут кінематографії (1952).
У 1952—1957 рр. — актор Московського Театру-студії кіноактора.
У 1957—1992 рр. — актор кіностудії «Ленфільм».
Дебютував в кінематографі роллю школяра у фільмі «Сільська вчителька» (1947). Зіграв понад 130 ролей (переважно другого плану і епізодичних).
Знявся в ряді фільмів українських кіностудій. Працював на дубляжі (озвучуванні) кінокартин.
Пішов з життя 15 липня 2003 року в Санкт-Петербурзі. Похований на Большеохтінському кладовищі.

## Фільмографія
- «Сільська вчителька» (1947)
- «Донецькі шахтарі» (1950)
- «Таємнича знахідка» (1953)
- «Застава в горах» (1953)
- «Атестат зрілості» (1954)
- «Кортик» (1954, червоноармієць Стьопа)
- «Максим Перепелиця» (1955)
- «Всього дорожче» (1957, Василь)
- «День перший» (1958, Пашка)
- «Жорстокість» (1959, Санька)
- «Смугастий рейс» (1961, Сидоренко)
- «Перший м'яч» (1962)
- «Фро» (1964, танцюрист)
- «Поїзд милосердя» (1964)
- «Зайчик» (1964)
- «Музиканти одного полку» (1965, Михалич)
- «Зелена карета» (1967, Мартинов)
- «Ташкент — місто хлібне» (1968, Стьопка Дранов, бандит)
- «Гроза над Білою» (1968)
- «На шляху в Берлін» (1969, полковник німецької армії, парламентер)
- «Салют, Маріє!» (1970)
- «Хід білої королеви» (1971, лейтенант)
- «Земля Санникова» (1973)
- «День прийому з особистих питань» (1974, зварювальник)
- «Світло в кінці тунелю» (1974)
- «Прошу слова» (1975)
- «Розповідь про просту річ» (1975)
- «Зірка привабливого щастя» (1975)
- «Єдина…» (1975, Льоха)
- «Двадцять днів без війни» (1976, солдат)
- «Кадкіна всякий знає» (1976)
- «Ніс» (1977, мужик в трактирі)
- «Убитий при виконанні» (1977)
- «Освідчення в коханні» (1977)
- «Відкрита книга» (1977)
- «Коли йдеш – іди» (1978)
- «Інженер Графтіо» (1978, Феофанов)
- «Ярославна, королева Франції» (1978, Рагнвальд)
- «Молода дружина» (1978, п'яниця)
- «Особистої безпеки не гарантую...» (1980, Клест)
- «Два довгих гудки в тумані» (1980, Чиж)
- «20 грудня» (1981, телефільм)
- «Сто радощів, або Книга великих відкриттів» (1981, телефільм)
- «Серед білого дня...» (1982, Степанич)
- «Крізь вогонь» (1982)
- «Я тебе ніколи не забуду» (1983)
- «Магія чорна і біла» (1983, старший сержант міліції)
- «Дитячий патруль» (1984, Федір, місцевий міліціонер, молодший сержант міліції)
- «Преферанс по п'ятницях» (1984)
- «Лівша» (1986, старий коваль)
- «Прорив» (1986, бригадир)
- «Везуча людина» (1984)
- «У сімнадцять хлоп'ячих років» (1985, Саня Солодухін)
- «Ви чиї, старі?» (1988)
- «Життя Клима Самгіна» (1988, телесеріал)
- «Пси» (1989, шофер)
- «З життя Федора Кузькіна» (1989, Федір Кузькін)
- «Хміль» (1991)
- «Рекет» (1992) та ін.

Грав в українських кінокартинах:
- «Тривожна молодість» (1954, Василь Манджура) — перша головна роль
- «Педагогічна поема» (1955, Іван Лапоть)
- «Море кличе» (1955, Борис Чумак)
- «...зміна починається о шостій» (1958, Черемуха)
- «Водив поїзди машиніст» (1961, епізод, немає в титрах)
- «Самотність» (1964, епіз.)
- «Погоня» (1966, Сашко)
- «Продавець повітря» (1967, 2 с, Микола)
- «Тиха Одеса» (1967, епіз.)
- «Севастополь» (1970, Зинченко)
- «Відвага» (1971)
- «Сто радощів, або Книга великих відкриттів» (1982, епіз.).